# سفارت آنگولا در اتاوا
سفارت آنگولا در اتاوا (به انگلیسی: Embassy of Angola) یک منطقهٔ مسکونی و نمایندگی سیاسی این کشور در کانادا است که در اتاوا واقع شده‌است.